# David H. Bieter
David H. Bieter (nascido em 1 de novembro de 1959) é um político norte-americano de Idaho, sendo prefeito de Boise desde 2004.

## Biografia
Bieter nasceu em Boise e graduou-se na Kelly High School em 1978. Bieter estudou na Universidade de St. Thomas, em Minnesota e se formou em direito pela Universidade de Idaho.
Membro do Partido Democrata, em 1999 Bieter foi nomeado para a Câmara dos Representantes de Idaho para suceder seu pai, Pat Bieter, pelo Distrito 19 (norte de Boise). Bieter foi eleito para um mandato completo, em 2000 e reeleito em 2002.
Em 2003 foi eleito prefeito Bieter Boise em ema eleição apartidária, derrotando o Chuck Winder e o xerife Vaughn Killeen do Condado de Ada. Ele foi reeleito em 2007 com 64 por cento dos votos, derrotando o vereador Jim Tibbs.
Bieter foi um dos primeiros apoiadores de Barack Obama para presidente em 2008. Foi especulado para concorrer a governador do Idaho em 2010. No entanto, ele não concorreu.